# Peter Wilhelm von Buxhoeveden
Peter Wilhelm von Buxhoeveden, född 11 mars 1787 i Moon, guvernementet Livland, död 14 juni 1841 i Kuivastu, var en balttysk politiker, lantråd och lantmarskalk.
von Buxhoeveden studerade rättsvetenskap vid Dorpat universitet åren 1804–1808. Åren 1818–1841 var han lantmarskalk vid Riddarhuset i Arensburg.